# Colhué Huapi
Colhué Huapi es una localidad rural argentina del departamento de Sarmiento, provincia del Chubut y perteneciente al ejido municipal de Sarmiento. Dentro de esta población se encuentra la histórica estación homónima del Ferrocarril Comodoro Rivadavia a Colonia Sarmiento. Colhué Huapi creció gracias al auge del ferrocarril y su despoblamiento fue rápido conforme el medio de transporte entraba en su ocaso. Se localiza sur del ejido sarmientino y se accede a ella mediante caminos comunales que la comunican con Sarmiento o con Ruta Nacional 26.
La localidad era un punto clave para el ferrocarril, debido a que su estación se asentada en el kilómetro 180; punto clave ya que desde aquí hasta la punta de riel, se ingresa al fértil valle de Sarmiento. Este enorme campo natural húmedo contrasta enormemente con el clima árido y desértico que predomina en toda meseta patagónica y el cual es el paisaje dominante en la región y en gran parte del recorrido que tuvo aquel medio de transporte.

## Toponimia
El nombre del poblado fue tomado de la estación que su vez proviene del Lago Colhué Huapi; ubicado a pocos kilómetros hacia el norte. A su vez, "Colhué Huapi" es una expresión araucana que significa lago de la isla parda. Además, se escribió una variante del nombre en varios documentos ferroviarios que nombraron a este punto como  Colhué Huapí. Actualmente, la zona sur de la localidad es también llamada Cerro Negro por la presencia del accidente geográfico homónimo por la industria petrolera y la estación de bombeo perteneciente al acueducto Jorge Carstens.

## Historia
La zona que circunda al río fue profundamente modificada desde mediados de 1911 con la llegada de la obra del ferrocarril Comodoro Rivadavia a Colonia Sarmiento. Los testimonios históricos frecen un registro del potente caudal de agua del Zanjón del Cerro Negro y el delta en el que el Senguer discurría sus aguas. Puntualmente, se observa en una de las imágenes de fondo al Cerro Negro y fue tomada en inmediaciones de la que sería la estación de ferrocarril de Colhué Huapi. La misma registra a obreros del ferrocarril construyendo una alcantarilla de desagote debajo de las vías. La obra de embalse del río fue erigida gracias a bolsones con tierra que reforzaron las márgenes del terraplén del tendido, para que el agua que se embalsaba a sus lados no lo horade. El tamaño del río era tal que por el hueco de la obra el agua fluía con vigor, formando olas.  Fue un trabajo completamente artesanal en condiciones precarias. La imagen además mostró que en derredor no se aperciban árboles de las chacras de Colhué Huapi que aún eran un proyecto. Como conclusión, el caudal del Zanjón y de todo el río en general era abundante durante estos años previos a la instalación de la localidad. Esto se explica porque todavía no se practicaba el riego por inundación para generar mallines y juncales, que posibilitan introducir más ganado para pastoreo.
En Colhué Huapi se instaló esta estación en el kilómetro 180 donde inicia en un valle fértil hasta Sarmiento, la terminal del ferrocarril. Los rieles se tendieron hasta la zona cercana al kilómetro 162 desde septiembre de 1912. No obstante, desde Enrique Hermitte en adelante los obreros ferroviarios se toparon con una geografía complicada. La misma representó un gran desafío de construcción a través de cerros y ríos que requirieron gran destreza manual de los constructores. Luego de sortear los obstáculos naturales los trabajos fueron abandonados al arribar a Sarmiento para 1914. Sin embargo, esto permitió que la línea de casi 200 kilómetros fuera inaugurada, mediante un tren especial que tardó 5 horas, el 25 de mayo de ese año.

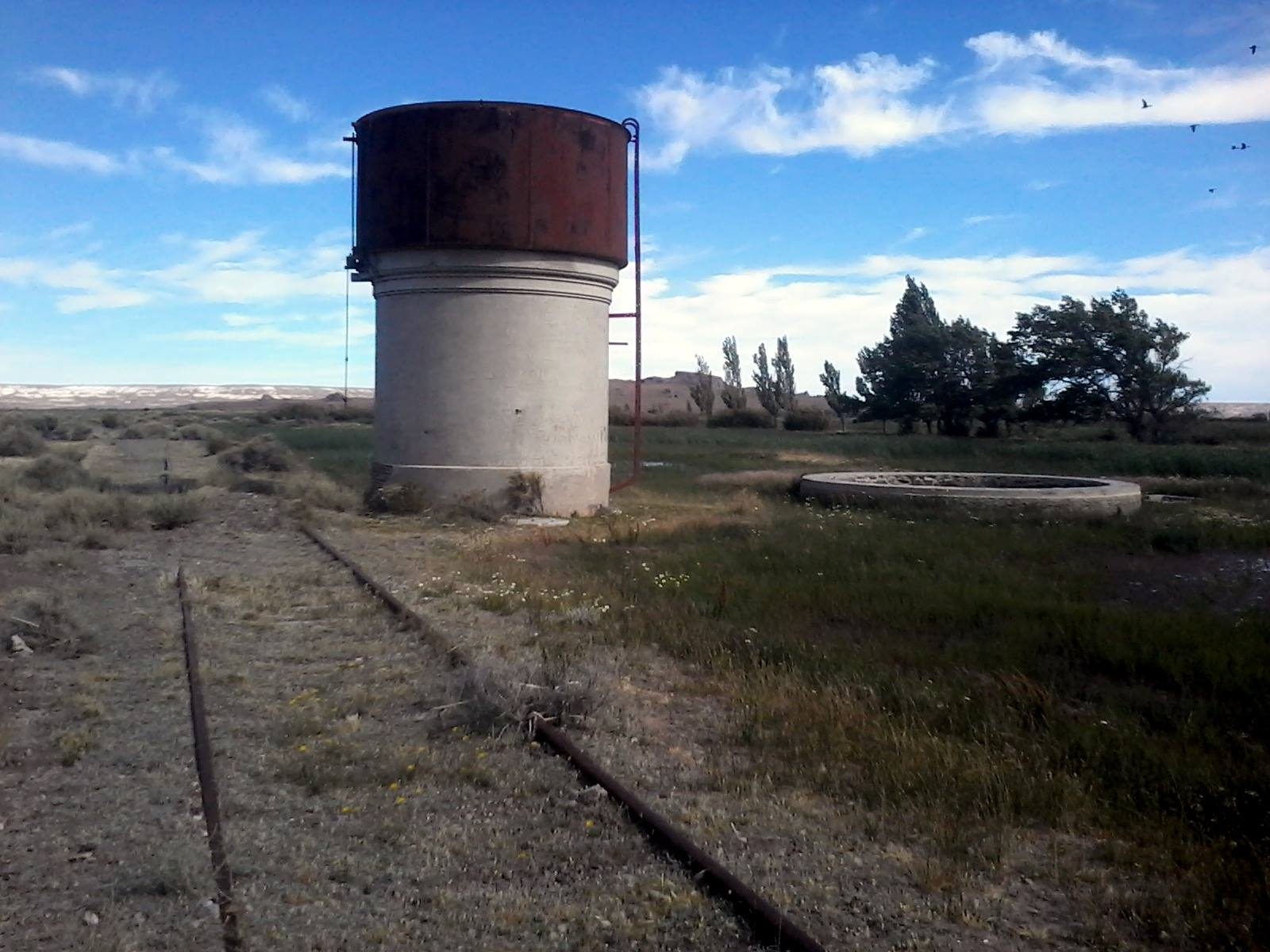
Parte de la infraestructura de la estación Colhué Huapi. En el fondo de la imagen se divisa el cerro Negro y el inicio del valle de Sarmiento.

En su ubicación creció desde entonces un poblado rural con estructura urbana dispersa. Debido a que la población es agraria se conforma por diversas chacras productivas lindantes entre ellas. Esto produjo que la localidad no tuviera la forma básica, de pueblo con plaza o casas aglomeradas. Esta zona no cambió su aspecto y hoy es conocido como zona de chacras de la vecina Sarmiento. El poblado fue estratégico, ya que se hallaba en una zona oasis de la Meseta patagónica, sobre el valle de Sarmiento. El valle no tuvo problemas con el agua debido al gran caudal del río Senguer. A pesar del potencial de la zona el valle  estuvo cultivado en todas sus posibilidades. Gracias a esta abundancia hídrica los primeros pobladores abrieron canales desde los brazos del río Senguer para canalizar el agua de este delta hacia sus chacras. A partir de la extensa explotación agraria del valle de Sarmiento se construyó un azud de toma sobre el río Senguer y un sistema de canales matrices, principales, secundarios, terciarios y cuaternarios. Aun subsisten una serie de canales con tomas libres del mismo río para alimentar zonas que no estaban bajo el dominio de riego del canal principal, y en la zona donde el sistema de riego proyectado no pudo ser construido, ya que se interrumpen al llegar a la línea férrea del tramo Colhué Huapi - Sarmiento. Esto produjo que se utilizaran los cauces de drenaje natural para conducir agua de riego. Esta metodología de uso, además de impedir un funcionamiento de los mismos como canales de drenaje, necesita de generar amplias zonas de inundación aguas arriba de las vías del ferrocarril, para poder alimentar los canales de drenaje que son utilizados para riego aguas abajo de las vías. Los canales usados son de toma libre desde el río Senguer y sus brazos: Compuerta Cerro Negro, Zanjón del Cerro Negro, Compuerta Grande, Ramal Sarmiento, Ramal Chenque o Zanjón Compuerta Grande, Ramal Colhué Huapi, Compuerta Los Holandeses y dos canales de riego. Todos juntos poseen una longitud de 61150 metros y la máxima capacidad de conducción del canal matriz es del orden de 7 m³/s, debido a las limitaciones por erosiones laterales del canal Matriz. Se estima que las posibilidades de expansión del actual sistema sin modificar el azud derivador y el canal matriz están reducidas a una superficie máxima del orden de 15.000 hectáreas. Aun estos canales son usados por sus descendientes que continúan la práctica del riego por inundación. En tanto, el drenaje tras regar por inundación se descarga en diversos puntos: el Falso Senguer, otros canales y el lago Colhué Huapi.
Sin embargo, a pesar de la poca inversión y de la falta de tecnología; la zona productora de Colhué Huapi se hizo de una producción sostenida. La misma fue capaz de abastecer, por medio del ferrocarril, a la creciente población de Comodoro Rivadavia que necesitaba comestibles y materias primas. Esto aseguraba más tráfico general que el ramal Puerto Deseado a Colonia Las Heras, el cual cruzaba una zona totalmente árida.

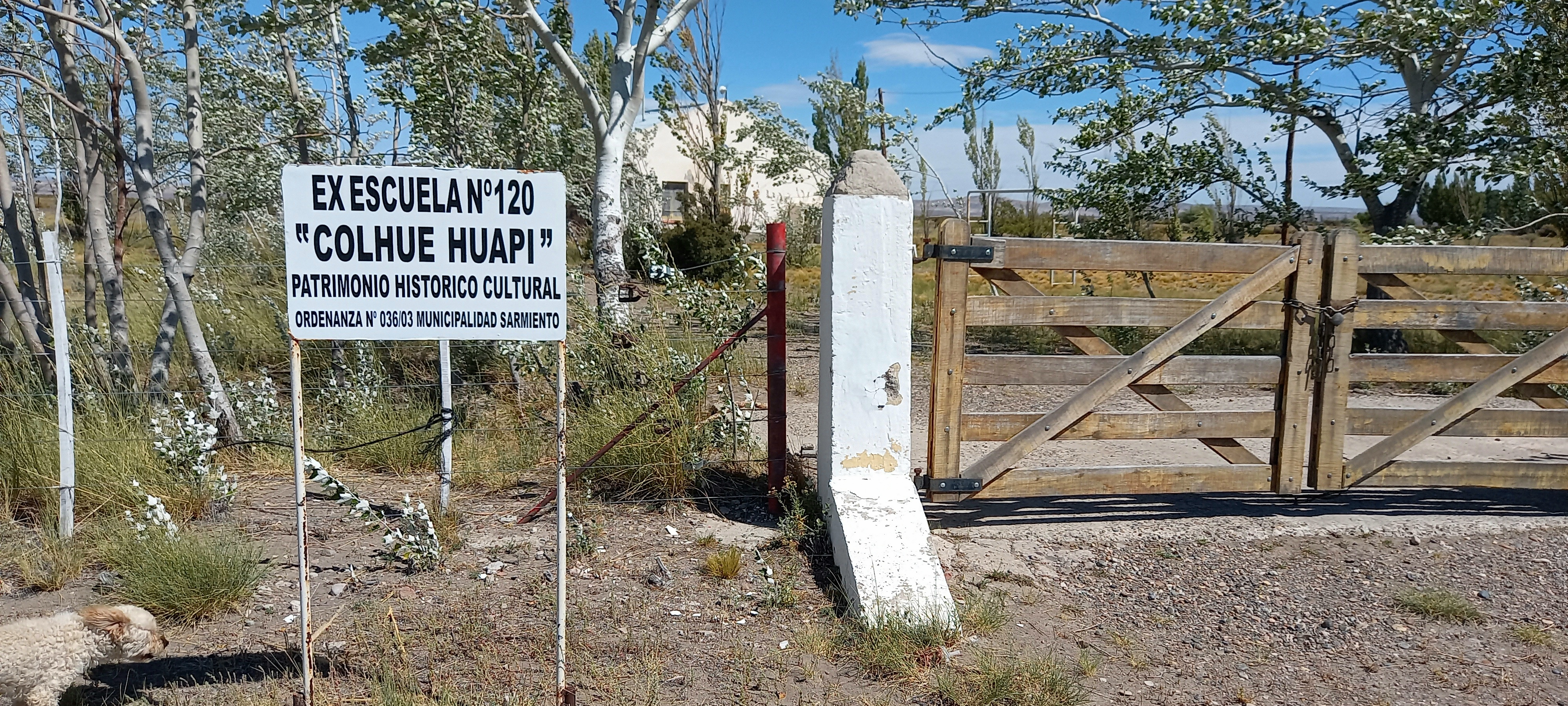
Entrada al escuela histórica del poblado.

Con las mejoras a partir de 1950 los viajes a Sarmiento fueron usados para el ocio y recreación. La gente más carenciada hasta los llegó a utilizar como medio para irse de luna de miel. Aún para 1951 la población de Colhué Huapi era contada entre las pocas localidades que la línea Comodoro Rivadavia a Colonia Sarmiento recorría.  Además, se conocía que para 1955 la distancia entre la estación y las viviendas de la localidad a la que servía era considerable. Esto hizo que se reforzara el servicio con un colectivo esperando en la estación que llevaba pasajeros hasta sus quintas. La falta de servicios básicos era una constante para la zona en esos años. La población vivía de la producción agropecuaria. En su auge Colhué Huapi reunió un poblado de 150 habitantes. Esto volvió al pueblo la tercera de las localidades del ferrocarril sin tener en cuenta a las vecinas localidades petroleras de Comodoro Rivadavia Astra y Diadema Argentina. El comercio de los alimentos con Comodoro generó el aumento de la población rural y llevó a los vecinos a crear la primera escuela, mientras que una segunda fue levantada con fondos de la Gobernación militar de Comodoro Rivadavia y la mano de obra de soldados del Regimiento de Infantería 25 el 11 de agosto de 1942, y que llegó a detentar una matrícula de alrededor de setenta alumnos. Muchos de los estudiantes eran provenientes de chacras aledañas y también asistían niños que vivían en zonas un poco más alejadas, pero que podían asistir a clases gracias al ferrocarril que unía Comodoro Rivadavia con Sarmiento. De hecho. la conexión entre el ferrocarril y el poblado rural fue tal que la estación fue tenida en cuenta como un lugar de noticias y encuentro para la población.
La localidad nunca tomo forma de pueblo y fue completamente eclipsada por Enrique Hermitte; un importante punto de explotación petrolera y punto crucial de las rutas hacia el puerto.  A partir de la segunda mitad del siglo XX este poblado decayó rápidamente a causa de la merma del ferrocarril frente a los automóviles vistos como rápidos, regulares y con un servicio puerta a puerta. Para completar la ecuación desfavorable las líneas patagónicas no tenían población significativa ni en la suma total de sus localidades.
Esto se terminó confirmado en el informe del Ferrocarril Patagónico efectuado en 1957. El mismo enumera las localidades significativas de todo el Ferrocarril de Comodoro Rivadavia a Sarmiento. La lista solo menciona a Comodoro, los barrios-localidades comodorenses y Sarmiento. En tanto, las demás poblaciones intermedias entre ambas punta de rieles fueron clasificadas como rurales y con la simple descripción escasa población.Pese a ello, el poblado siguió prosperando e incluso aprovechó los viajes diarios en coche motor para incrementar sus envíos hacia Comodoro. Esto fue posible gracias a los modernos ferrobuses que permitieron llevar la carga liviana en forma rápida y constante con velocidades de hasta 100 kilómetros por hora. Las mercancías que más pedidos tenían eran las verdura, leche y carnes; las mismas eran transportadas junto a los pasajeros en los viajes diarios que salían desde las 6:30 a. m. y traía todo fresco según los propios vecinos. Además las formaciones podía llevar productos más de campo como lana hacia Comodoro. La renovación que recibió el ferrocarril con la llegada de los modernos ferrobuses Ganz también permitió que los pasajeros viajaran más cómodos y rápido. Estos vehículos fueron llamados autovías y llevaban 50 personas cómodamente sentadas, tres por asiento, un espacio reservado para la primera clase con 12 asientos y si era necesario llevaba gente parada en la carga.

Uno de los últimos registros de la localidad se dio en un mapa del instituto geográfico militar de los años 1960. En este documento se escribió el nombre de la estación-localidad con tinta tenue lo que indicaba baja importancia para el ferrocarril o cantidad poblacional poco relevante.

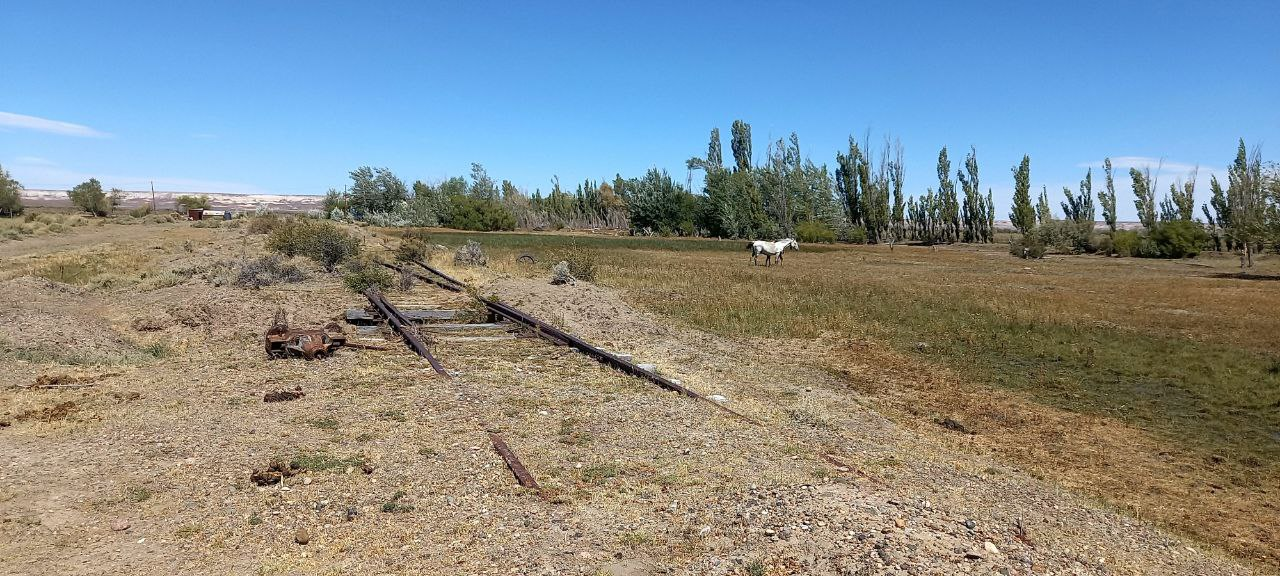
Inicio desvió de la estación Colhué Huapi desde la dirección de Apeadero Km 191. De fondo, se ve observa la intensa arboleda de las chacras vecinas

En 1960 un informe de instrucciones en el Itinerario del FC Patagónico señalaba que el estado riesgoso del tendido ferroviario previo a esta estación. Se marcaba que entre los kilómetros 169 y 170 había riesgo de desmoronamientos tierra, siendo la velocidad máxima permitida 20 kilómetros por hora para las formaciones que por allí transitaran. El declive del ferrocarril generó el despoblamiento paulatino de la localidad que se acentuó con cierre el cierre definitivo del ramal que destruyó su economía al quedar virtualmente aislado. Esto obligó a los pobladores a recurrir al transporte automotor más caro y a su vez a depender de la cercana ruta nacional 26 a la que se unió mediante un camino vecinal. Luego del cierre el edificio de la estación prevaleció en pie, en buen estado de conservación, por hallarse dentro de un terreno privado. La estación, junto con el tanque, la vivienda de las cuadrillas y las vías poseen la mejor conservación de todo el extinto ferrocarril.

La situación de conservación aceptable del ferrocarril se mantuvo en los años 1990 y se retrató en un mapa que recogió gran parte del trazado ferroviario y los principales puntos. Sin embargo, ya mostraba un trazado incompleto solo conservado bien desde un sector Ciudadela hacia Diadema; mientas que había tramos parciales desde Ciudadela hacia Comodoro y Astra. Por último, el mapa informó que Pampa del Castillo, Escalante y Diadema fueron los únicos puntos poblacionales relevantes entre Sarmiento y Comodoro, confirmando la caída de importancia y población de las demás localidades. 

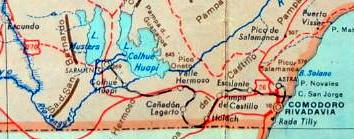
Colhué Huapi entre las localidades más importantes del ferrocarril en 1962.

Las diferentes gestiones políticas prometían reactivar el ramal o construir un ferrocarril Patagónico nuevo. Sin embargo, las promesas de campañas no duraron muchos, dado que el levantamiento del ramal Comodoro Rivadavia - Sarmiento fue solicitado en julio de 2004 por el Gobierno provincial de Mario Das Neves al Organismo Nacional de Administración de Bienes del Estado. La autorización se obtuvo a comienzos del año 2005 por medio del subsecretario de Transporte Ferroviario de la Nación, Julio Tito Montaña. Los restos que perduraban de la línea comenzaron a ser desmontados desde 2005 hasta 2006 por la firma Natura Ecology, en el marco de un convenio con la Secretaría de Turismo, por el cual la empresa se comprometía a desmontar el ramal y trasladar 46 mil durmientes a la localidad de El Maitén para rehabilitar La Trochita. El costo de ese trabajo era de 700 mil pesos y sería pagado con rezagos del desguace. El convenio mencionado no fue tratado por la Legislatura Provincial. La tramoya política produjo la pérdida de tramos históricos que perdieron los rieles y durmientes; dicha maniobra se ejecutó sin dar aviso a los pobladores que nada sabían sobre la compra de rieles, y que consideraban al mismo como patrimonio histórico de la región. Además, el convenio no fue respetado y 46 mil durmientes y vías a no llegaron a El Maitén. El funcionario encargado de la Secretaría Juan Carlos Tolosa fue desvinculado de su cargo. En el año 2006  el levantamiento había arrasado casi todo lo que quedaba de la línea ferroviaria para ser desarmado con fines inciertos Ese año la justicia intervino para detener en estación Enrique Hermitte el levantamiento de vías y durmientes del ferrocarril, ya que no se cumplieron con los requisitos estipulados por ley. De este modo, se pudo conservar, casi en su totalidad, los últimos 30 kilómetros de vías históricas desde Km162 hasta inmediaciones de Sarmiento. De este modo, Colhué Huapi permaneció con su patrimonio histórico intacto. Gracias a esto pocos kilómetros de la estación se pudo preservar también el Puente ferroviario Colhué Huapi. Actualmente, la estructura está intacta y se alza sobre un brazo del río Senguer, llamado Zanjón del Cerro Negro.

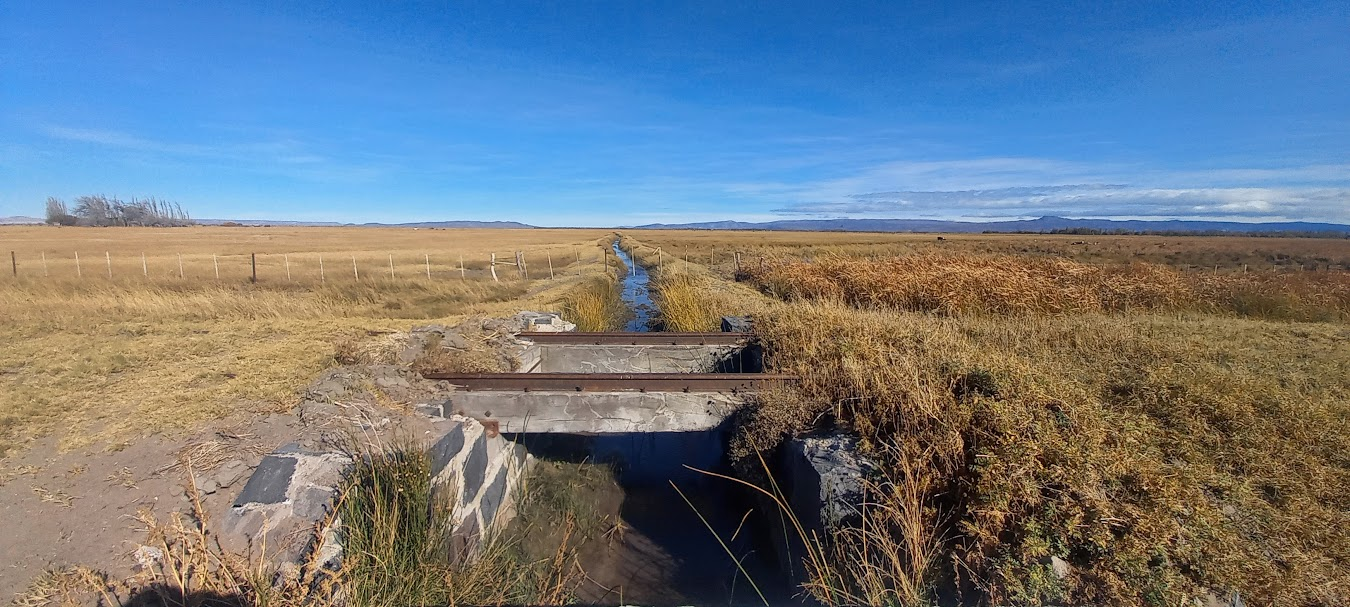
Antiguo canal de riego proveniente del río Senguer atravesando una alcantarilla ferroviaria.

Luego del cierre del ferrocarril y las sucesivas debacles económicas argentinas desde el regreso de la democracia su pueblo fue reducido a un paraje con muy pocos habitantes. La escuela y la comisaría fueron cerradas y dejaron de cumplir sus funciones. En 2009 la municipalidad mediante la ordenanza 036/03 declaró a la ex Escuela Nacional 120 de Sarmiento también denominada “Colhué Huapi” patrimonio histórico cultural. La ordenanza tuvo un fuerte apoyo tanto en el Poder Ejecutivo como en el Concejo Deliberante. Para 2015, gracias a un convenio de cooperación entre la Asociación Vecinal del Colhué Huapi y la Municipalidad de Sarmiento se logró la refacción de su antigua escuela y la creación de un museo Histórico, por el monto de $150.000.

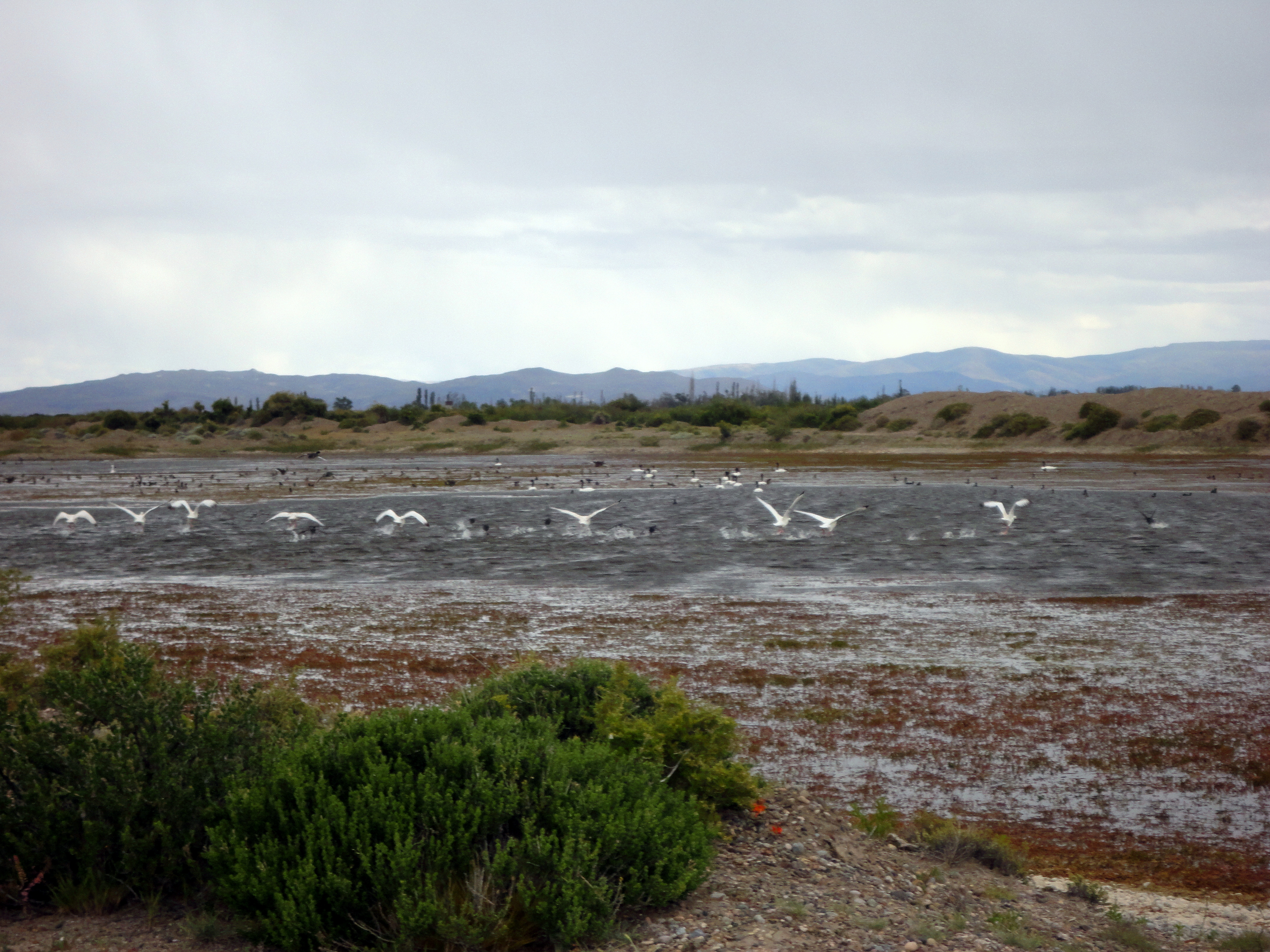
Mallín formado por inundación humana para el ganado

Actualmente, pocas chacras se encuentras habitadas y en producción. Los pocos habitantes que prevalecen son descendientes directos de los primeros pobladores y lograron conformar la Asociación Vecinal Rural Colhué Huapi en 2014, se ubica en la zona sur de Sarmiento, y cuenta con 25 vecinos que se dedican a la producción de ganado bovino y cría de ovejas. La organización vecinal confirma el destino de la localidad como zona rural de chacra organizada bajo barrio de Sarmiento y en pos de modernizar las técnicas de riego para el recupero de la producción de la zona. En cuanto a la caída de la producción, se debe a que el 95% de los establecimientos ejerce el riego por inundación que afecta al caudal del río Senguer y sus diferentes brazos. Como resultado hay casi 8 mil hectáreas que fueron regados con los viejos canales y terminaron formando mallines natural en campo natural, a la que se les tira agua en forma excesiva, incluso para el rendimiento de las pasturas. El anegamiento permanente produce juncos y otras palustras; dando como resultado un suelo salinizado y deteriorado incapaz de producir. La pérdida total por el mal manejo del agua se estima en 10.000 hectáreas. Sin embargo, hoy hay en el valle de Sarmiento 2.700 hectáreas de terrenos sistematizados, es la gente que produce asfalta y pasturas para la práctica ganadera y una mínima cantidad de hectáreas que es regada mediante el sistema de goteo. La crisis hídrica llevó al gobierno a planear a los productores la nivelación de los campos, la sistematización de los riegos y no uso del riego por inundación. Esto en función de que en el valle sarmientino se usa hasta un 80% del agua del Senguer para la agricultura.
A 2012 el valle en toda su extensión produce:
| Has.  | Cultivo              | Porcentaje de la superficie | Tecnología aplicada | Producción ha/ton | producción destinada mercado                |
| ----- | -------------------- | --------------------------- | ------------------- | ----------------- | ------------------------------------------- |
| 2144  | Pasturas polifilicas | 18,38%                      | melga               | 2,00              | Local y autoconsumo                         |
| 300   | Alfalfa              | 2,57%                       | "                   | 3,00              | "                                           |
| 16    | Maíz Silo            | 0,14%                       | surco               | 2,80              | Local, nacional y autoconsumo               |
| 27    | Frambuesa            | 0,23%                       | "                   | 4,00              | Local y autoconsumo                         |
| 159   | Cereza               | 1,36%                       | presurizado/ surco  | 9,8               | Local, nacional autoconsumo e internacional |
| 7     | Vid                  | 0,06%                       | surco               | 3,50              | Local y autoconsumo                         |
| 5     | Tomate               | 0,04%                       | "                   | 7,50              | "                                           |
| 5     | Papa                 | 0,04%                       | "                   | 12,00             | "                                           |
| 5     | Lechuga              | 0,04%                       | "                   | 5,00              | "                                           |
| 9.000 | Mallín               | 77,13%                      | inundación          |                   | Autoconsumo                                 |

## Galería
|                                                                              |
| Puente ferroviario Colhué Huapi intacto visto desde la vía rumbo a Sarmiento |

|                                                              |
| La antigua estación del poblado conservada excepcionalmente. |

| |
| Extensa pradera donde se ubica el Km 190 de la vía del ferrocarril señalizado en el antiguo posteo del telégrafo-teléfono. De este modo se señalizaban los puntos relevantes kilométricos del ferrocarril. |

| |
| Antiguo puente de hierro construido sobre un brazo del Senguer que desagua en el lago Colhué Huapi. De fondo se puede apreciar los extensos cerros que delimitan hacia el sur al valle de sarmiento rumbo Comodoro Rivadavia. |

| |
| Imagen de la escuela que supo albergar a los estudiantes del pueblo y que hoy es patrimonio histórico resguardado. |